# Diocesi di Bluefields
La diocesi di Bluefields (in latino Dioecesis Bluefieldensis) è una sede della Chiesa cattolica in Nicaragua suffraganea dell'arcidiocesi di Managua. Nel 2022 contava 656.940 battezzati su 1.113.660 abitanti. È retta dal vescovo Francisco José Tigerino Dávila.

## Territorio
La diocesi comprende la Regione Autonoma della costa caraibica meridionale in Nicaragua, eccetto i comuni di Paiwas, Desembocadura de Río Grande e La Cruz de Río Grande, che appartengono alla diocesi di Siuna.
Sede vescovile è la città di Bluefields, dove si trova la cattedrale di Nostra Signora del Rosario.
Il territorio è suddiviso in 14 parrocchie.

## Storia
Il vicariato apostolico di Bluefields fu eretto il 2 dicembre 1913 con la bolla Quum iuxta apostolicum effatum di papa Pio X, ricavandone il territorio dalla diocesi di León en Nicaragua.
Il 30 novembre 2017 il vicariato apostolico è stato elevato al rango di diocesi con la bolla Ad totius Dominici di papa Francesco e contestualmente ha ceduto una porzione del proprio territorio a vantaggio dell'erezione della diocesi di Siuna.

## Cronotassi dei vescovi
Si omettono i periodi di sede vacante non superiori ai 2 anni o non storicamente accertati.
- Agustín José Bernaus y Serra, O.F.M.Cap. † (10 dicembre 1913 - 18 gennaio 1930 deceduto)
- Juan (Matías) Solá y Farrell, O.F.M.Cap. † (24 febbraio 1931 - 1942 dimesso)
- Matteo Aloisio Niedhammer y Yaeckle, O.F.M.Cap. † (11 maggio 1943 - 25 giugno 1970 deceduto)
- Salvador Albert Schlaefer Berg, O.F.M.Cap. † (25 giugno 1970 - 22 ottobre 1993 deceduto)
- Pablo Ervin Schmitz Simon, O.F.M.Cap. (28 luglio 1994 - 12 novembre 2020 ritirato)
- Francisco José Tigerino Dávila, dal 12 novembre 2020

## Statistiche
La diocesi nell'anno 2022 su una popolazione di 1.113.660 persone contava 656.940 battezzati, corrispondenti al 59,0% del totale.
| anno | popolazione | popolazione | popolazione | presbiteri | presbiteri | presbiteri | presbiteri                | diaconi | religiosi | religiosi | parrocchie |
| anno | battezzati  | totale      | %           | numero     | secolari   | regolari   | battezzati per presbitero | diaconi | uomini    | donne     | parrocchie |
| ---- | ----------- | ----------- | ----------- | ---------- | ---------- | ---------- | ------------------------- | ------- | --------- | --------- | ---------- |
| 1966 | 73.504      | 106.879     | 68,8        | 33         | 1          | 32         | 2.227                     |         | 6         | 53        | ?          |
| 1968 | 91.444      | 119.445     | 76,6        | 31         |            | 31         | 2.949                     |         | 46        | 51        | 14         |
| 1976 | 201.529     | 266.719     | 75,6        | 26         | 2          | 24         | 7.751                     | 9       | 38        | 48        | 14         |
| 1978 | 214.000     | 279.000     | 76,7        | 10         | 2          | 8          | 21.400                    | 13      | 30        | 42        | 15         |
| 1990 | 239.000     | 343.000     | 69,7        | 25         | 7          | 18         | 9.560                     | 32      | 22        | 43        | 17         |
| 1999 | 527.797     | 650.982     | 81,1        | 28         | 16         | 12         | 18.849                    | 28      | 14        | 62        | 14         |
| 2000 | 536.000     | 661.000     | 81,1        | 24         | 14         | 10         | 22.333                    | 26      | 12        | 65        | 14         |
| 2001 | 544.000     | 671.000     | 81,1        | 24         | 13         | 11         | 22.666                    | 23      | 13        | 56        | 14         |
| 2002 | 377.000     | 464.968     | 81,1        | 26         | 14         | 12         | 14.500                    | 22      | 14        | 63        | 14         |
| 2003 | 465.736     | 650.000     | 71,7        | 32         | 17         | 15         | 14.554                    | 19      | 20        | 68        | 14         |
| 2004 | 475.505     | 662.357     | 71,8        | 31         | 22         | 9          | 15.338                    | 18      | 14        | 75        | 14         |
| 2010 | 550.000     | 743.000     | 74,0        | 31         | 20         | 11         | 17.741                    | 23      | 12        | 71        | 14         |
| 2014 | 587.000     | 794.000     | 73,9        | 33         | 21         | 12         | 17.787                    | 19      | 17        | 51        | 18         |
| 2017 | 623.998     | 994.133     | 62,7        | 30         | 24         | 6          | 20.799                    | ?       | ?         | 53        | 27         |
| 2017 | 260.838     | 457.565     | 57,0        | 14         | 10         | 4          | 18.631                    | ?       | ?         | 29        | 10         |
| 2018 | 631.181     | 1.069.139   | 59,0        | 24         | 15         | 9          | 26.299                    | 8       | 9         | 57        | 10         |
| 2020 | 644.000     | 1.091.145   | 59,0        | 14         | 9          | 5          | 46.000                    | 2       | 6         | 38        | 11         |
| 2022 | 656.940     | 1.113.660   | 59,0        | 13         | 12         | 1          | 50.533                    | 3       | 2         | 18        | 14         |